# Charlotte Aïssé

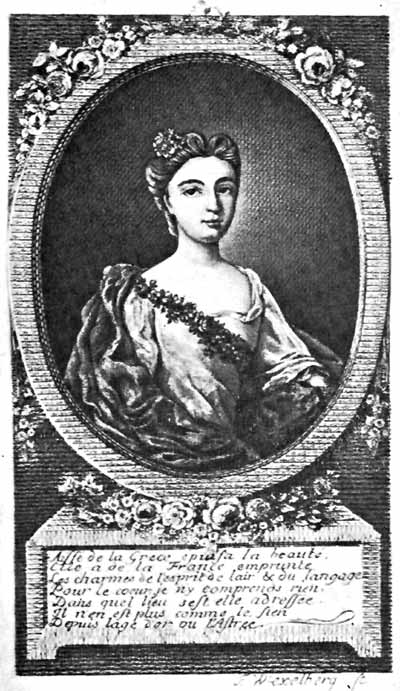
Mademoiselle Aïssé

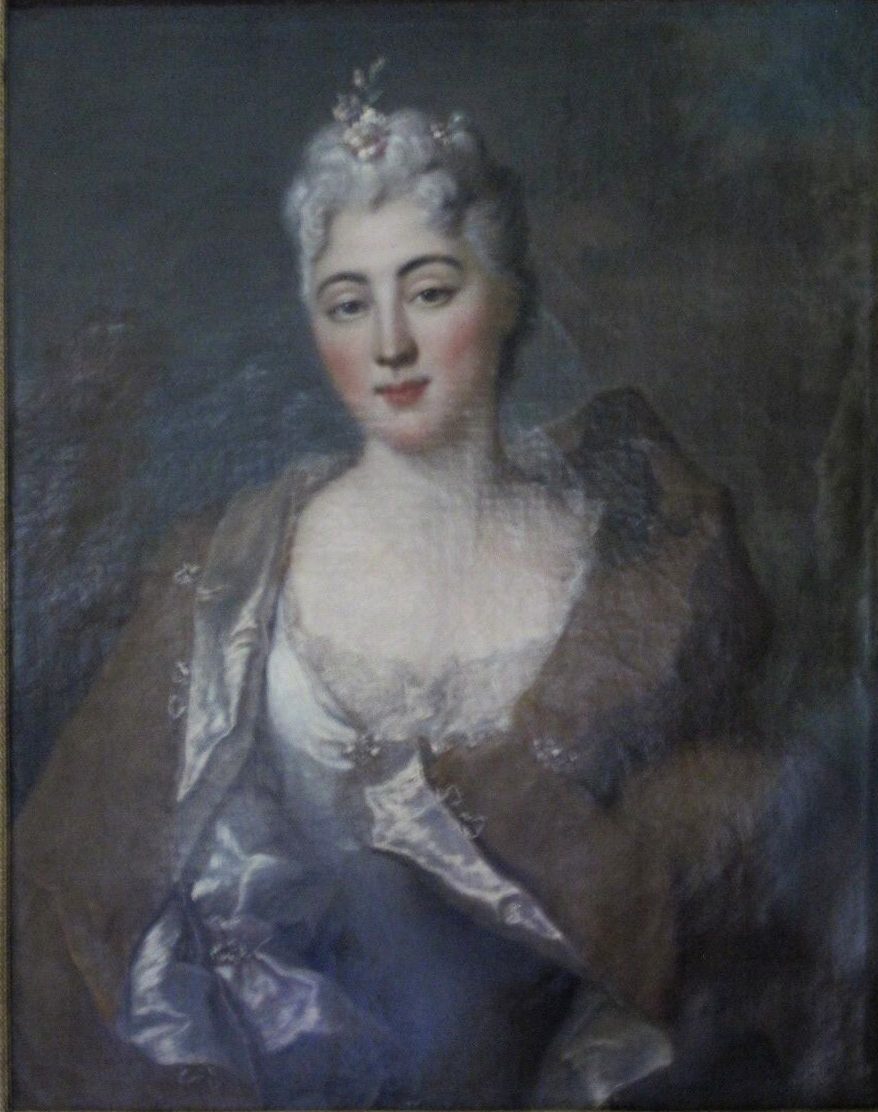
Aïssé, Öl auf Leinwand (um 1720)

Charlotte Aïssé, auch Charlotte-Élisabeth Aïcha und Charlotte Haïdé (* 1694 in Tscherkessien; † 13. März 1733 in Paris) war eine französische Literatin der Aufklärung.

## Leben
Charlotte-Élisabeth Aïcha oder nach anderen Quellen Haïdé, genannt Mademoiselle Aïssé, wurde um 1694 als Tochter eines tscherkessischen Stammesobersten im Kaukasus geboren. Nach der Einnahme und Plünderung der väterlichen Burg wurde sie versklavt und 1698 auf dem Konstantinopeler Sklavenmarkt als tscherkessische Prinzessin angeboten. Der Comte Charles de Ferriol (1652–1722), Frankreichs Botschafter an der Hohen Pforte, erwarb das etwa 4½-jährige Mädchen zu einem Preis von 1500 Livres und brachte es 1699 nach Frankreich, in der Absicht, sie zu seiner Geliebten zu erziehen. Er galt als korrupt und genusssüchtig. Charlotte wurde mit französisiertem Nachnamen Aïssé in die Familie Ferriols aufgenommen. Die beiden etwa gleich alten Söhne der Schwester Ferriols, mit denen sie sich angefreundet hatte, sollen ihr geholfen haben, die sexuellen Ansprüche Ferriols, der ab 1711 wieder in Frankreich lebte, zurückzuweisen. Ferriol, der gegenüber Charlotte auf der Anrede „Aga“ bestand, änderte ihren rechtlichen Status nie. Nach seinem Tod im Jahre 1722 vermachte er ihr testamentarisch 4000 Livres sowie eine kleine Rente.
In die Pariser Gesellschaft eingeführt, wurde Charlotte Aïssé in den 1720er Jahren zu einer bekannten Persönlichkeit, die insbesondere durch ihre Schönheit und durch ihr Selbstbewusstsein Aufsehen erregte. Sie widerstand entgegen dem gesellschaftlichen Kodex der Zeit den Werbungen des Regenten Philippe II. de Bourbon, duc d’Orléans. Bekannt wurde ihre entsagungsvolle Liebesbeziehung zu dem zum Zölibat verpflichteten Chevalier Blaise-Pascal d’Aydie (1692–1761), dem es nicht gelang, aus dem Malteserorden auszutreten. Am 26. April 1721, etwa neun Monate nach dem Beginn der Beziehung, wurde die gemeinsame Tochter Célinie Leblond geboren. Das Kind, dessen Geburt verheimlicht wurde, wuchs unter dem Namen Miss Black, als vorgebliche Nichte des Lord Bolingbroke, in der Abtei von Sens auf und wurde später von d’Aydie adoptiert. 1733 verstarb Charlotte Aïssé nach längerem Leiden an Tuberkulose.

## Literarisches Nachleben
Bekannt wurde Charlotte Aïssé durch ihre 1787 erschienenen Briefe an die Madame Calandrini mit Anmerkungen von Voltaire. Voltaire hatte Charlotte Aïssé im literarischen Salon der mit den Ferriols verwandten Madame Tencin bereits Anfang der 1720er Jahre kennengelernt. In einem späteren Brief an Charlotte Aïssé gab er an, ebenfalls in sie verliebt gewesen zu sein. Voltaire erhielt Charlotte Aïssés Briefe um 1757 von der in Genf lebenden Madame Calandrini und kommentierte sie. Er veröffentlichte sie aber nicht. Der Briefwechsel erlebte ab 1787 mehrere Auflagen und wurde 1846 erneut von J. Ravanel und Sainte-Beuve herausgegeben. Die Beziehung der Charlotte Aïssé mit dem Comte de Ferriol wurde durch den Abbé Antoine-François Prévost in seinem Roman L’Histoire d’une Grecque moderne verarbeitet. Nach Manuel Couvreur bildete die Geschichte Aïssé-Ferriol die Vorlage zu Voltaires Tragödie Zaïre (1732). Ihr Leben wurde in weiteren dramatischen Werken durch Alexandre de Lavergne (1854), durch Louis Bouilhet (1872) und durch Dejoux (1898) literarisch verwertet.

## Ausgaben des Briefwechsels
- Lettres de Mlle Aïssé à Mme C........., qui contiennent plusieurs anecdotes de l’histoire du tems, depuis l’année 1726, précédées d’un narré très court de l’histoire de Mlle Aïssé, pour servir à l’intelligence de ses lettre, avec des notes. dont quelques-unes sont de M. de Voltaire  herausgegeben mit Anmerkungen von Voltaire, La Grange, Paris 1787. (Digitalisat)
- Lettres de Mlle Aïssé à Mme C........., Nouvelle édition corrigée et augmenté du portrait de l’auteur herausgegeben mit Anmerkungen von Voltaire, mit deinem Portrait durch F. Wexelberg, Mourer und La Grange, Lausanne/Paris 1787.
- Lettres de Mesdames de Villars, de Coulanges, et de LaFayette, de Ninon de L’Enclos, et de Mlle Aïssé herausgegeben von Marie Gigault de Villars, Léopold Collin, Paris 1805.
- Lettres de Mademoiselle Aisse a Madame Calandrini. Avec une notice par M. Sainte-Beuve Gerdes und Lecou, Paris 1846.
- Lettres de Mademoiselle Aïssé précédées d’une étude de Sainte-Beuve herausgegeben mit Anmerkungen von Marcel Arland. Édition Stock, Paris 1943.
- Lettres de Mademoiselle Aïssé: précédées d’une étude de Sainte-Beuve Athènes : Editions Edkoseis, Hatier, Paris 1975